# HC Mont-Blanc
Die Yétis du Mont-Blanc (offizieller Name: Hockey Club du Pays du Mont-Blance - Entente Saint-Gervais/Megève, Kurzform: Hockey Club Mont-Blanc) sind eine französische Eishockeymannschaft aus Combloux, welche 1986 gegründet wurde. Das Team spielt in der Saison 2018/19 in der Division 1.
Seine Heimspiele trägt der Club sowohl im 1.280 Zuschauer fassenden Patinoire de Saint-Gervais als auch im Patinoire de Megeve aus, welches eine Kapazität von 2.900 Plätzen besitzt.

## Geschichte
Der heutige Verein entstand aus einer Fusion der Boucs de Megève, dem Französischen Meister von 1984, und dem Sporting Hockey Club Saint Gervais. Letzterer hatte bereits 1969, 1974, 1975, 1983, 1985 und 1986 die Landesmeisterschaft gewonnen.
Zunächst nannte sich der neu gegründete Verein „Aigles du Mont-Blanc“ (dt.: Adler Mont-Blanc) und nahm von 1986 bis 1989 an drei Spielzeiten der erstklassigen Nationale 1A teil. 1987 und 1988 wurde das Team dabei zum ersten Mal nach dem Zusammenschluss wieder Französischer Meister.
Ab 2002 spielte der Verein in der zweithöchsten Spielklasse, ehe nach dem Titelgewinn in der Division 1 zur Saison 2005/06 unter dem Mannschaftsnamen Avalanche du Mont-Blanc der Aufstieg in die Ligue Magnus folgte. Nach der Spielzeit 2010/11 stieg der Verein in die zweitklassige Division 1 ab.
Ab 2010 setzt der Verein Spitznamen „Avalanche Mont-Blanc“ (deutsch: Lawine Mont-Blanc) zu Gunsten die „Yétis du Mont-Blanc“.

## Logo

2002–2009
2009–2013

## Bekannte ehemalige Spieler
- Stéphane Barin
- Christian Pouget
- Stéphane Gachet